# Мишин, Денис Владимирович
Денис Владимирович Мишин (род. 12 марта 1984, Рузаевка, Мордовская АССР) — российский и азербайджанский борец греко-римского стиля, участник чемпионата мира и чемпионатов Европы. Младший брат Олимпийского чемпиона Алексея Мишина.

## Карьера
В конце июня 2007 года завоевал бронзовую медаль на чемпионате России в Новосибирске. В сентябре 2007 года принял гражданство Азербайджана. Сезон 2008 года в составе сборной Азербайджана Мишину не удался из-за травмы, а в сезон 2009 года оказался крайне неудачным, ему не удалось попасть в число призёров практически ни одного международного старта, в котором он принимал участие, в том числе и на чемпионатах Европы, мира и Кубке мира.

## Спортивные результаты
- Чемпионат России по греко-римской борьбе 2007 — ;
- Чемпионат Европы по борьбе 2008 — 13;
- Кубок мира по борьбе 2009 — 8;
- Чемпионат Европы по борьбе 2009 — 8;
- Чемпионат мира по борьбе 2009 — 12;

## Уголовное дело
22 ноября 2014 года в 23:40 на 18-м км трассы Саранск — Рузаевка Денис Мишин, управляя в состоянии алкогольного опьянения внедорожником Toyota Land Cruiser 100, столкнулся с такси марки «Volkswagen Polo», в результате чего один человек погиб. 10 июля 2015 года Рузаевский районный суд вынес обвинительный приговор в отношении Дениса Мишина в виде лишения свободы на 2 года в колонии-поселении.